# (799) Gudula
(799) Gudula és un asteroide pertanyent al cinturó d'asteroides descobert el 9 de març de 1915 per Karl Wilhelm Reinmuth des de l'observatori de Heidelberg-Königstuhl, Alemanya.
Està possiblement nomenat per una noia del calendari Lahrer Hinkender Pot.